# Lysets vogtere
Lysets vogtere (russisk: Дневной Дозор) er en russisk spillefilm fra 2006 af Timur Bekmambetov.

## Medvirkende
- Konstantin Khabenskij som Anton
- Marija Porosjina som Svetlana
- Vladimir Mensjov som Gesser
- Viktor Verzhbitskij som Zavulon
- Dmitrij Martynov som Jegor